# Liste der Stolpersteine in Winterlingen

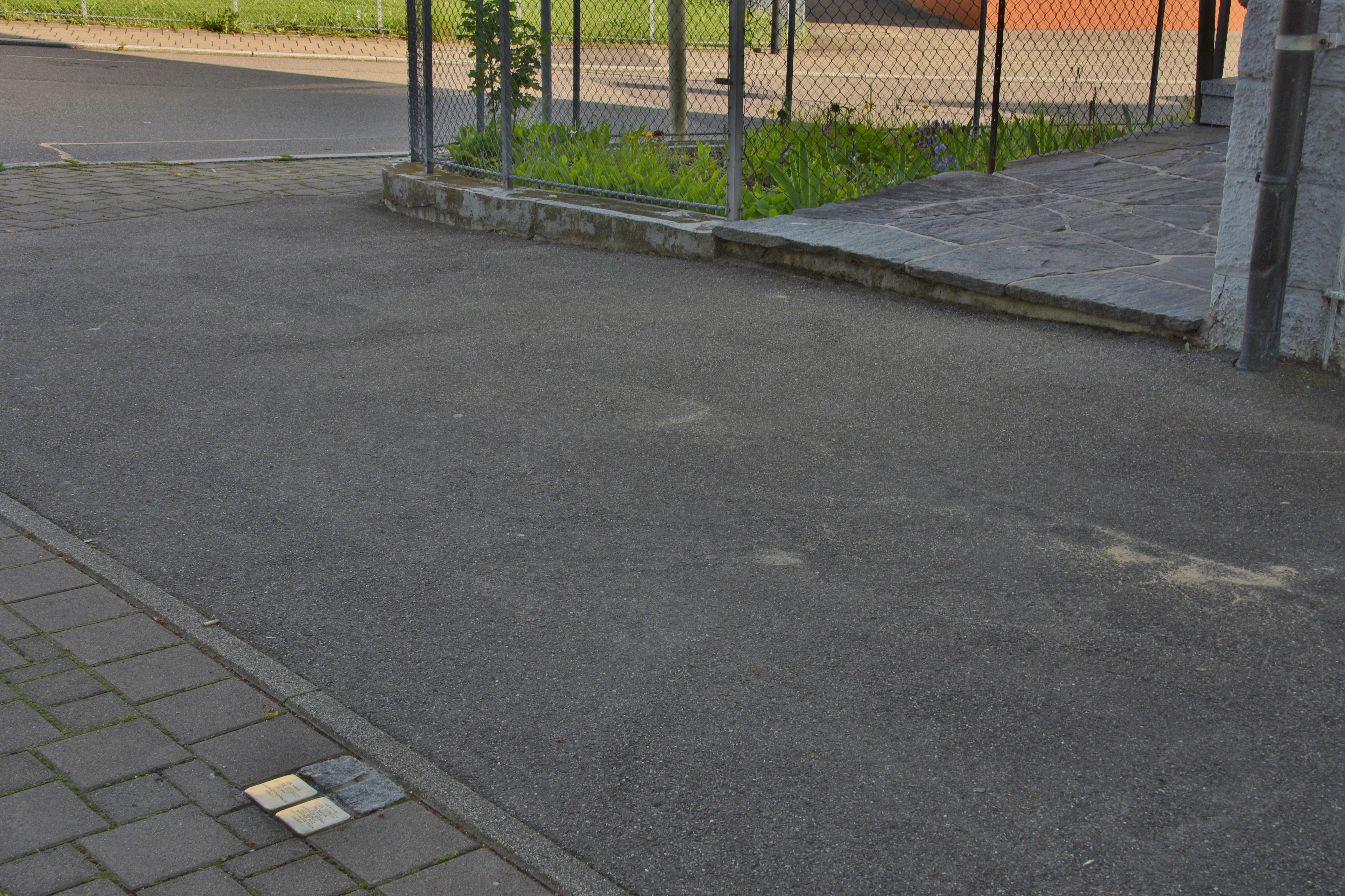
Stolpersteine für das Ehepaar Burkart

Die Liste der Stolpersteine in Winterlingen beschreibt besondere Pflastersteine in Gehwegen, die an die Opfer der nationalsozialistischen Diktatur in der Gemeinde Winterlingen im Zollernalbkreis in Baden-Württemberg erinnern sollen. Die Stolpersteine wurden vom Künstler Gunter Demnig konzipiert und werden von ihm in fast ganz Europa verlegt.
Die erste und bislang einzige Verlegung von Stolpersteinen im Zollernalbkreis fand am 13. Juli 2020 in Winterlingen statt.

## Verlegte Stolpersteine
In Winterlingen wurden zwei Stolpersteine an einer Anschrift verlegt.
Die Tabelle ist teilweise sortierbar; die Grundsortierung erfolgt alphabetisch nach dem Familiennamen des Opfers.
| Stolperstein | Inschrift | Verlegeort        | Name, Leben |
| ------------ | --- | ----------------- | --- |
|              | HIER WOHNTE DR. EMIL BURKART JG. 1884 AUSGEGRENZT / DRANGSALIERT ÜBERLEBT                                                         | Ebinger Straße 15 | Emil Burkart wurde am 9. Mai 1884 in Riedlingen geboren. Er studierte Medizin und heiratete 1914 die Krankenschwester Selma geb. Muschel. 1928 wurde er Ortsarzt in Winterlingen und konnte rasch Ansehen in der Gemeinde erlangen, ebenso seine Gattin. Dies änderte sich radikal ab der Machtergreifung Hitlers und der NSDAP. Nunmehr zählten Beschimpfungen und Drohungen des NSDAP-Ortsgruppenleiters und seiner Genossen zur Tagesordnung. Grund dafür war, dass der Katholik Burkart mit einer Frau jüdischer Herkunft verheiratet war. Seine Frau flüchtete 1938 zermürbt zu ihren Schwestern nach Breslau, wurde 1942 verhaftet, deportiert und im Zuge der Shoah ermordet. Emil Burkart heiratete nach dem Ende der NS-Herrschaft nochmals, blieb Ortsarzt von Winterlingen bis 1954 und starb 1957. Er war auch Käferforscher. Die von ihm angelegte Carabiden-Spezialsammlung mit rund 9000 Tieren wurde 1955 vom Staatlichen Museum für Naturkunde Stuttgart erworben. |
|              | HIER WOHNTE SELMA BURKART GEB. MUSCHEL JG. 1885 UNFREIWILLIG VERZOGEN 1938 BRESLAU DEPORTIERT 1942 TRANSIT-GHETTO IZBICA ERMORDET | Ebinger Straße 15 | Selma Burkart geb. Muschel war die einzige Jüdin unter den 2700 Bewohnern des Dorfes, laut Lokalhistoriker Heiner Schuler in den 1930er und 1940er Jahren eine Hochburg der Nationalsozialisten. Sie war mit dem Ortsarzt Emil Burkart verheiratet. Selma Burkart wurde am 17. April 1885 im oberschlesischen Dorf Löwen geboren, unweit von Breslau gelegen. Ihre Eltern waren Leo Muschel, um 1913 Kantor in Cosel, danach in Breslau, und dessen Frau Auguste geb. Kretschmer. Selma Muschel wurde Krankenschwester. 1914 heiratete sie den Arzt Emil Burkart. Während des Ersten Weltkriegs war sie im Kriegseinsatz. Sie wurde mit dem Eisernen Kreuz II. Klasse ausgezeichnet. 1928 übernahm ihr Ehemann die Arztstelle in Winterlingen. In den folgenden Jahren konnte das Ehepaar hohes Ansehen innerhalb der Gemeinde gewinnen. Dies änderte sich radikal im Januar 1933. Nunmehr wurde auf Selma Burkart massiver Druck ausgeübt, sie wurde drangsaliert und bedroht. Auch ihr Ehemann wurde angefeindet, die Praxis war gefährdet. 1938 flüchtete sie daher zu ihren Schwestern nach Breslau, auch um ihren Mann zu schützen. Es folgte eine Korrespondenz der Eheleute, ihren Ehemann nannte sie Mile. Fallweise trafen sie sich auch, allerdings immer außerhalb Winterlingens. Am 9. April 1942 erhielt sie die schriftliche Aufforderung sich „zum Transport nach dem Osten“ zu stellen, sie wurde nach Izbica deportiert. Eine Postkarte, auf der sie sich von Mile verabschiedet, abgestempelt am 25. April 1942, war ihr letztes Lebenszeichen. Schuler geht davon aus, dass sie entweder in Izbica oder in Belzec ermordet wurde. Am 7. November 1948 wurde sie für tot erklärt. |

## Verlegung
Ursprünglich sollte die Stolpersteinverlegung eine große Feier mit Schülern und Gästen aus der Partnerstadt Izbica in Polen werden. Aufgrund der Vorschriften während der COVID-19-Pandemie in Deutschland konnte der Festakt nur im kleinen Rahmen stattfinden, mit Vertretern von Gemeinde und Partnerschaftskomitee. Die Erforschung der Lebensgeschichten erfolgte durch den Heimathistoriker Heiner Schuler, der die Eckdaten auch beim Festakt vortrug.
Die Lebensgeschichte von Selma Burkarts wurde auf einer Tafel zusammengefasst – auf Deutsch und Polnisch. Diese Tafel wurde vor dem Wohnhaus des Ehepaares angebracht, zusätzlich zu den Stolpersteinen.